# Гоаніб
Гоаніб — одна з 12 сезонних річок на заході Намібії, де вона колись слугувала кордоном між північним Дамаралендом і Каоколендом. Її довжина становить 27 кілометрів. З огляду на низьку щільність населення в цьому районі, оазисний характер річкової долини і відносно високу чисельність диких тварин, долина Гоанібу, як і у випадку з долиною річки Гоарусіб, є одним з останніх справжніх куточків дикої природи в Намібії. Будучи одним з останніх ареалів проживання пустельних слонів, ця місцевість характеризується інтенсивною дією вітрової та водної ерозій, а також наявністю вивітрених кам'яних відкладень, що сягають до 10 метрів заввишки. Притоками Гоанібу є річки Аап, Отжитаймо, Омбонде, Ганамуб, Мудориб та Цухуб.

## Гідрологія
Площа басейну річки (включаючи її притоки) оцінюється від 15760 до 17200 квадратних кілометрів. Вона простягається від західного узбережжя до Оджовасандо і Чорних вершин у внутрішній частині країни. Він також включає багатий на ресурси регіон Сесфонтейн, Вармкелле та ущелину Говаріб. Найвища точка басейну знаходиться на висоті 1 800 метрів. Опади на території водозбору спорадичні і варіюються від нуля на заході до 325 міліметрів на рік на північному сході. Частка території, на якій випадає менше 100 міліметрів на рік, становить 71 відсоток. Лише на 12 відсотках території водозбору випадає понад 300 міліметрів опадів на рік. Гоаніб розливається лише раз на кілька років внаслідок сильних дощів у віддалених частинах басейну, але тоді висота паводку може сягати кількох метрів і тривати протягом кількох днів. Не завжди, але в останні роки частіше, вода досягає гирла в Атлантичному океані. Значна частина води просочується у великий щільний підземний водоносний горизонт з виходів у різних точках русла річки, так що навіть у посушливі роки там є підземні води. Навколишні ґрунтові води спричиняють утворення висолів, які використовуються багатьма антилопами для лизання солі. Під час посушливих періодів пустельні слони риють глибокі ями, щоб дістатися до приповерхневих ґрунтових вод.

## Флора і фауна
Рослинність водозбору складається переважно з савани Мопане (87 %) та північного Намібу — 13 %. У галерейних лісах знаходяться деякі більші колекції дерев ана (Faidherbia albida), свинцевого дерева (Combretum imberbe), мопане (Colophospermum mopane), верблюжої колючки (Acacia erioloba), сальвадори та евклеї. На заболочених ділянках часто ростуть зарості кислиці та очерету заввишки кілька метрів.
Завдяки своїм галерейним лісам і великим водно-болотним угіддям в ущелині Говариб, в заплаві на схід від Сесфонтейна, а також в нижній течії і гирлі, Гоаніб є своєрідним оазисом в посушливому середовищі, що забезпечує життєдіяльність різноманітної дикої фауни і флори. Окрім великих популяцій багатьох видів антилоп, що мешкають у нижній течії Гоанібу, тут також є велика кількість пустельних слонів (близько 35 особин), носорогів, жирафів, а також кілька левових прайдів і дрібніших хижаків.

## Використання та заселення
91 % басейну знаходиться на комунальних землях, що перебувають під племінним управлінням; 3 % — на землях, що перебувають у приватній власності 12 фермерських господарств, а 6 % — в межах Національного парку «Берег Скелетів». Населення оцінюється приблизно в 9200 осіб. Центри поселень — Сесфонтейн, Вармкелле та Отївасандо. Землекористування переважно пасовищне. Індивідуальний та пригодницький туризм набуває все більшого значення. На захід від Сесфонтейна долина Хоаніб належить до концесійної території компанії Desert Adventure Safaris. Зростаючий туризм, а також тиск місцевого населення на пасовища і жадібність гірничодобувної промисловості становлять зростаючу загрозу для цієї унікальної екосистеми.